# Flevolijn
De spoorlijn Weesp - Lelystad, doorgaans aangeduid als  Flevolijn, is een spoorlijn door de Nederlandse Flevopolder. De spoorlijn verbindt het oude land vanaf Weesp via Almere met Lelystad. In 2003 heeft de Flevolijn via de aantakkende Gooiboog tevens een directe verbinding met Utrecht gekregen.
Sinds 2012 telt de lijn zeven stations, namelijk Almere Poort, Almere Muziekwijk, Almere Centrum, Almere Parkwijk, Almere Buiten, Almere Oostvaarders en Lelystad Centrum.
Sinds de verlenging naar Zwolle is het geheel te beschouwen als één spoorlijn; voor het onderscheiden van routes tussen de Randstad en Zwolle spreekt men eerder over de Hanzelijn dan over de Flevolijn. Wel is op de Flevolijn de frequentie waarmee de treinen rijden hoger.

## Geschiedenis

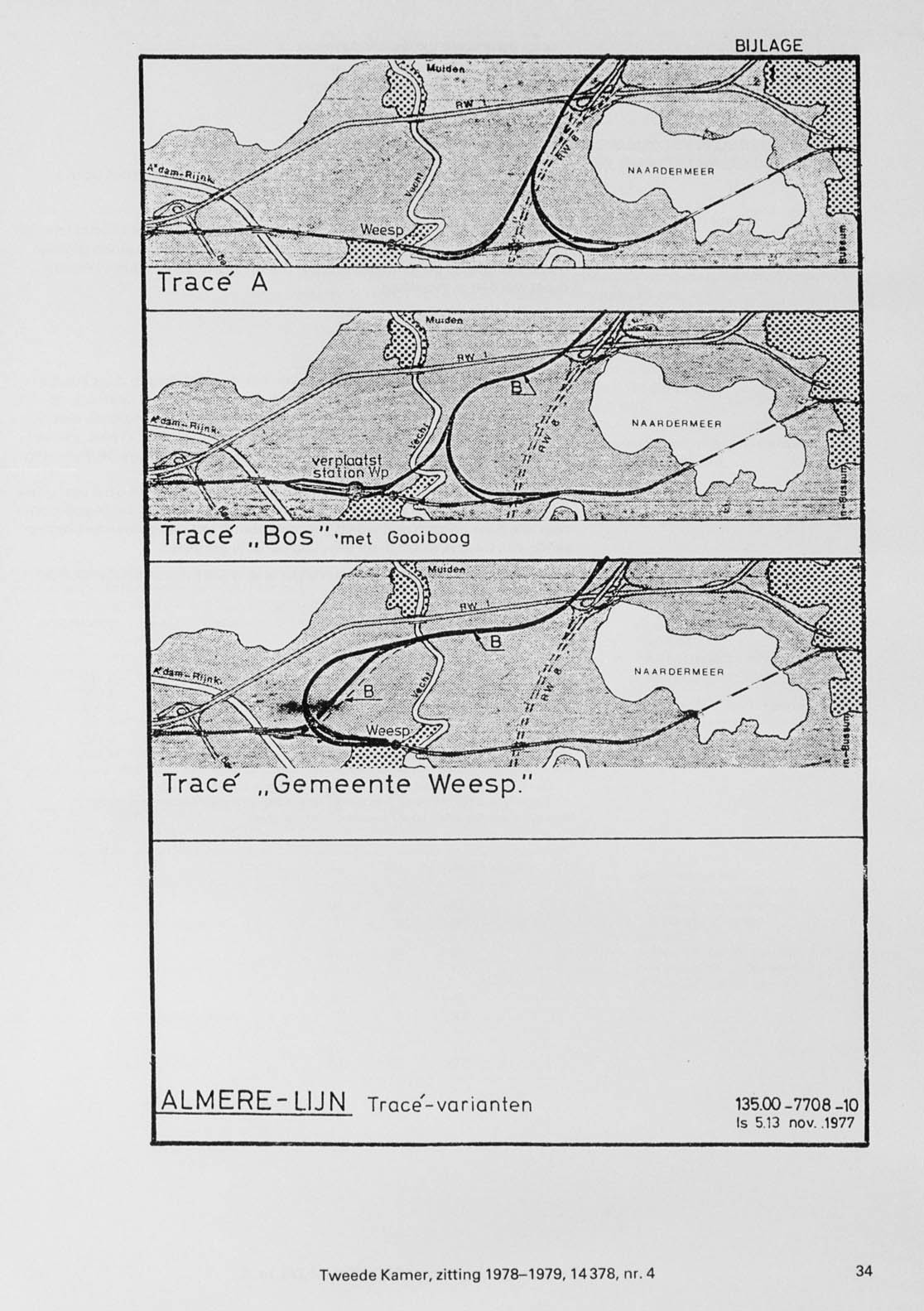
Tracévarianten voor de Almere-lijn

Plannen voor de toen genoemde Almere-lijn kwamen onder andere aan de orde bij de Tweede Kamer. Er waren toen nog verschillende varianten voor de ligging.
De bouw van de Flevolijn startte in 1980. Het eerste deel tussen Weesp en Almere Buiten werd officieel geopend op 29 mei 1987. Gelijkertijd werden de stations Almere Muziekwijk, Almere CS (later hernoemd tot Almere Centrum) en Almere Buiten geopend. Een dag later werd de lijn met deze stations in de dienstregeling opgenomen.
Op 28 mei 1988 werd Almere Buiten – Lelystad Centrum  samen met station Lelystad Centrum officieel geopend. De volgende dag kwam ook dit gedeelte in dienst. Oorspronkelijk was het de bedoeling om de Flevolijn dwars door de Oostvaardersplassen aan te leggen. Na protesten van de natuurbeweging werd in 1981 door minister Zeevalking besloten om het tracé te verleggen. Deze omlegging werd het 'badkuiptracé' genoemd.
Op 1 februari 1996 werden het station Almere Parkwijk (tussen -Centrum en -Buiten) en het evenementenstation Almere Strand geopend. Dit laatste sloot in oktober 2012 weer in verband met de opening van Almere Poort later in het jaar. Met ingang van 12 december 2004 werd ook het station Almere Oostvaarders bediend. Dit station lag al vanaf het begin van de Flevolijn in ruwbouw klaar.
In november 2007 heeft het kabinet besloten definitief af te zien van de doortrekking via Emmeloord, Heerenveen en Drachten naar Groningen (Zuiderzeelijn).
Het spoor van de lijn bij Lelystad werd in de nacht van zondag 25 juli 2010 op maandag het slachtoffer van sabotage. Een spoorstaaf was over een lengte van 1,5 meter in lengterichting bewerkt met een snijbrander. Het verkeer was door de sabotage enkele dagen gestremd.

### Hanzelijn
Onder de naam Hanzelijn is de Flevolijn met ingang van de dienstregeling 2013 oostwaarts verlengd naar het oude land, richting Kampen en Zwolle. Deze lijn is op 6 december 2012 officieel geopend en drie dagen later in gebruik genomen. Sindsdien rijden er over de Flevolijn doorgaande treinen naar Zwolle, Groningen en Leeuwarden. Tevens is aan de Flevolijn op 9 december 2012 het station Almere Poort geopend, terwijl de Hanzelijn twee nieuwe stations Dronten en Kampen Zuid heeft gekregen.
Het tijdstip van opening van het reeds in ruwbouw aanwezige station Lelystad Zuid is afhankelijk van de ontwikkeling en de bouw van huizen in het omliggende gebied.

## Stations en gebouwen
Overzicht van stations langs de lijn (cursief: voormalig station):
| Station             | Geopend | Huidig gebouw |
| ------------------- | ------- | --- |
| Weesp               | 1874    | 1967, NS, 2e gebouw, uniek ontwerp van Douma, verbouwd en uitgebreid naar ontwerp van Peter Kilsdonk n.a.v. de bouw van de Flevolijn. |
| Almere Strand       | 1996    | geen, station alleen bij evenementen geopend, definitief gesloten in 2012                                                             |
| Almere Poort        | 2012    | 2012, NS, 1e gebouw, uniek ontwerp |
| Almere Muziekwijk   | 1987    | 1987, NS, 1e gebouw, uniek ontwerp |
| Almere Centrum      | 1987    | 1987, NS, 1e gebouw, uniek ontwerp van Kilsdonk                                                                                       |
| Almere Parkwijk     | 1996    | 1996, NS, 1e gebouw, uniek ontwerp |
| Almere Buiten       | 1987    | 1987, NS, 1e gebouw, uniek ontwerp |
| Almere Oostvaarders | 2004    | 2004, NS, 1e gebouw, uniek ontwerp |
| Lelystad Centrum    | 1988    | 1988, NS, 1e gebouw, uniek ontwerp |

## Trivia
- Het traject langs de Oostvaardersplassen, tussen Almere Oostvaarders en Lelystad Zuid, is door de Nederlandse Spoorwegen uitgeroepen tot het mooiste tracé van Nederland 2016.[2]

## Afbeeldingen

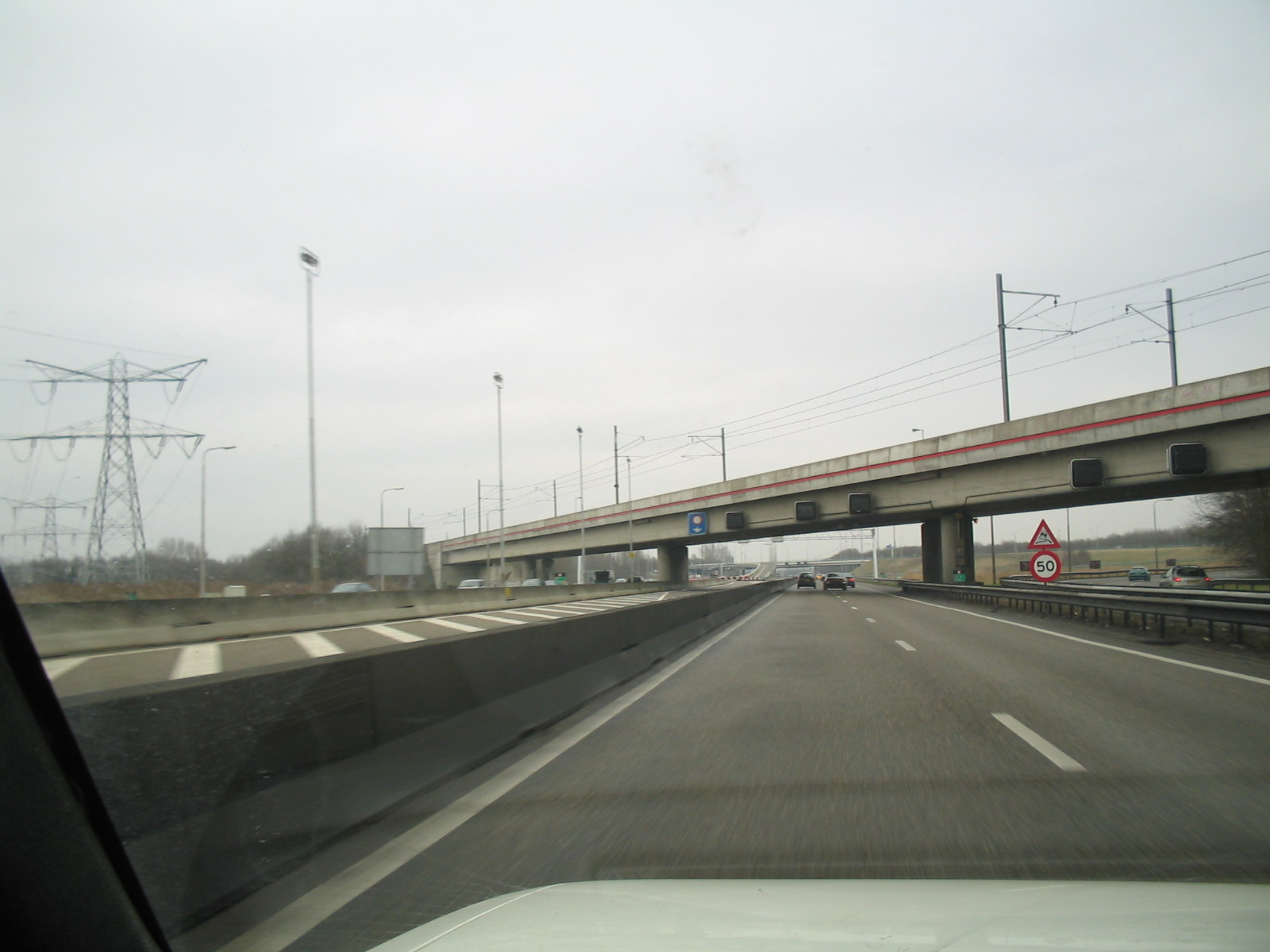
De Flevolijn ging tot augustus 2016 met dit viaduct over de A1. In het weekend van 20 en 21 augustus 2016 is deze gesloopt en vervangen door de Zandhazenbrug.
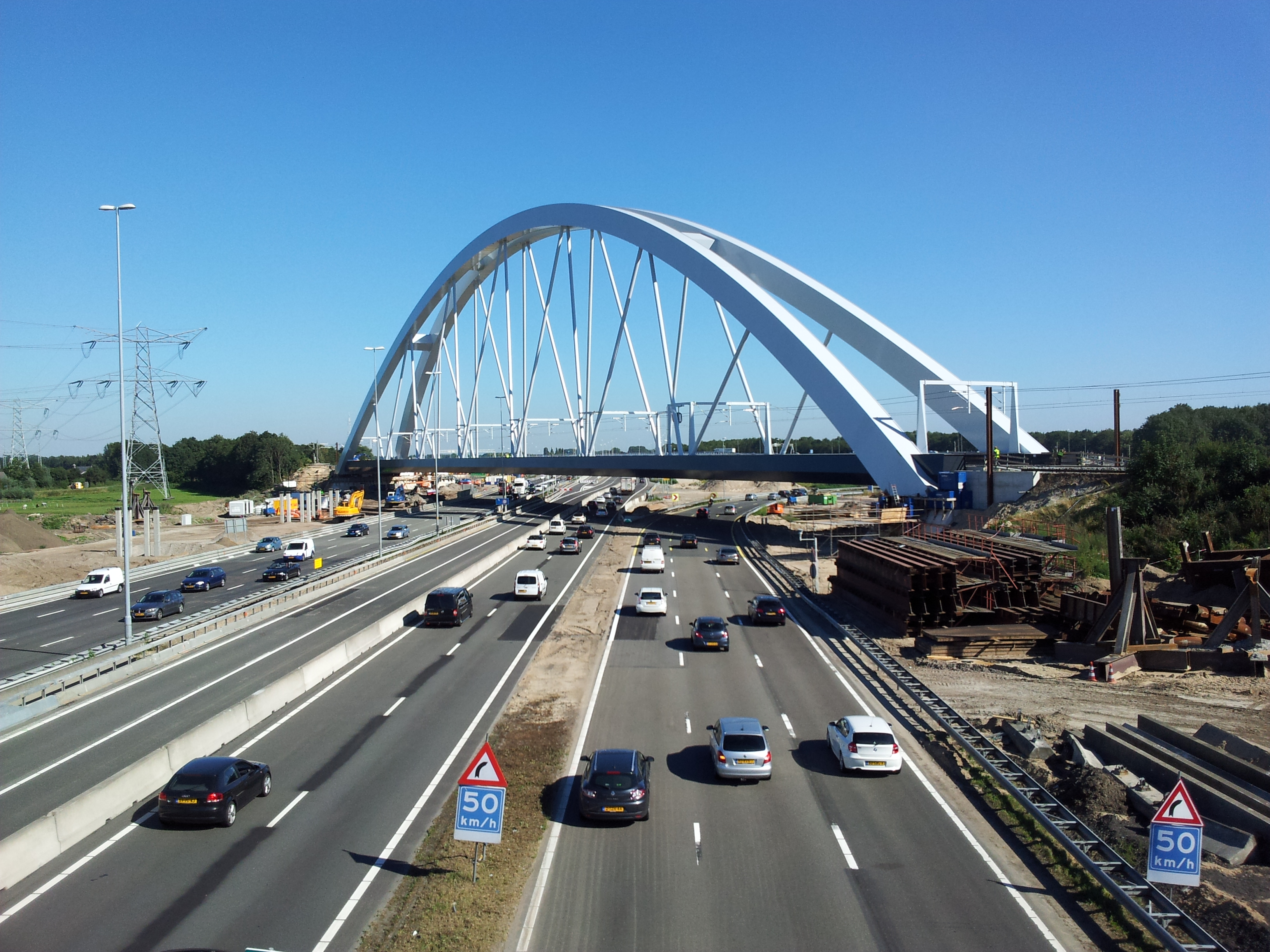
De nieuwe spoorbrug over de A1 in 2016.
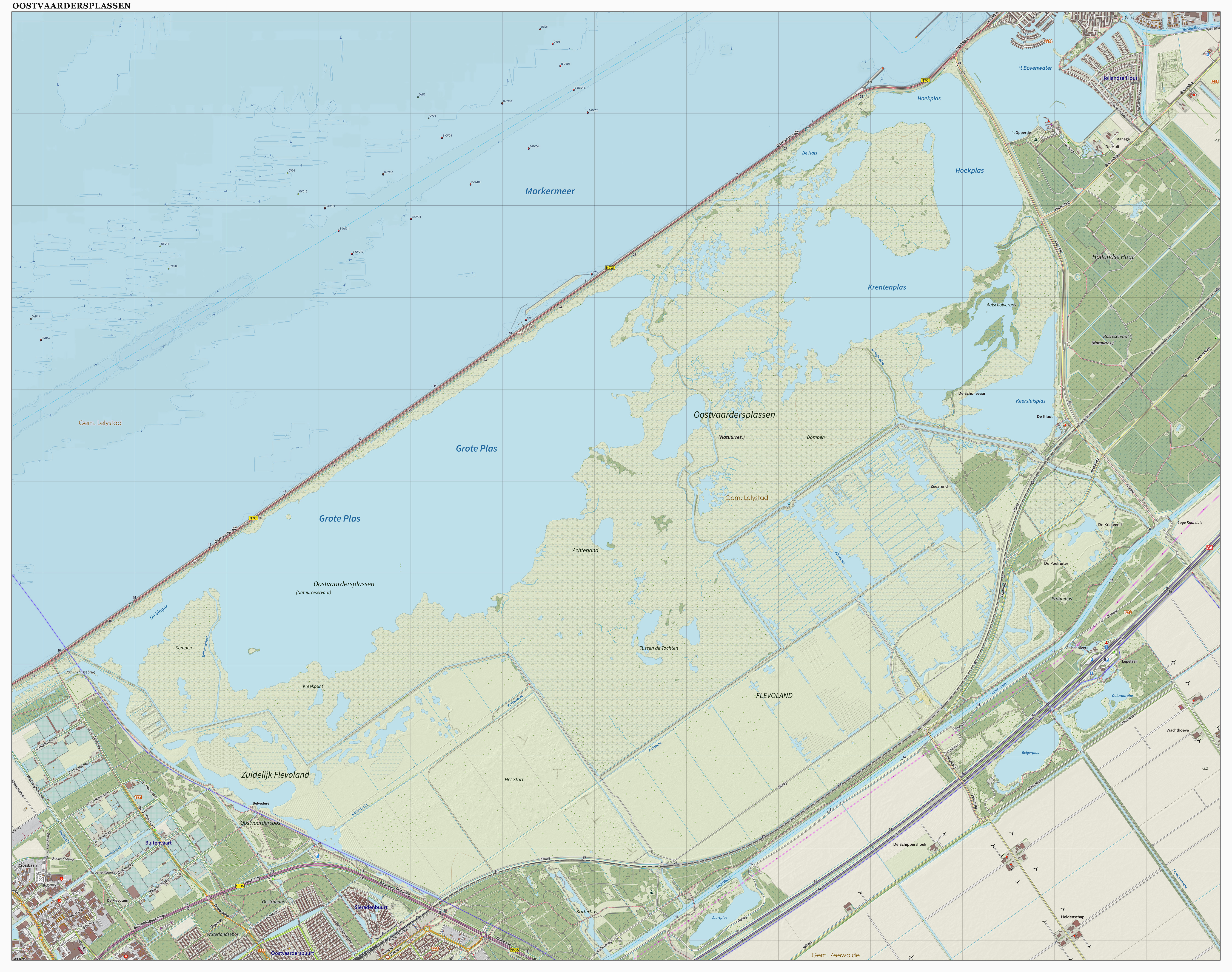
Spoorlijn ter hoogte van de Oostvaardersplassen.
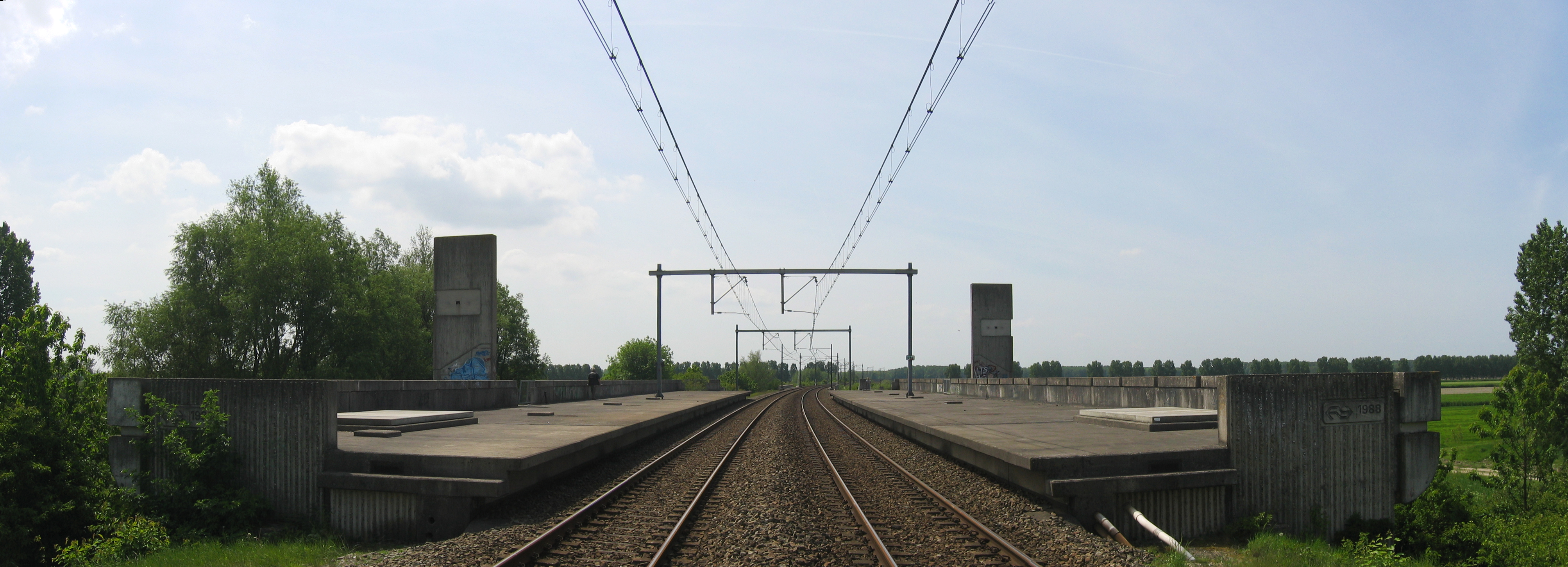
Spoorlijn t.h.v. het nooit afgebouwde station Lelystad Zuid